# Landesstraße 770
Die Landesstraße 770 (L 770) ist eine Landesstraße im Kreis Minden-Lübbecke in Nordrhein-Westfalen. Sie hat eine Gesamtlänge von 49,6 Kilometern.

## Verlauf
Die L 770 führt von der Landesgrenze zu Niedersachsen bei Sundern vorbei an Espelkamp und Petershagen nach Bierde, wo sie auf die Landesstraße 772 trifft. Bei Espelkamp kreuzt sie die Landesstraße 557, die als gut ausgebaute Landesstraße über Bünde und Enger nach Bielefeld führt. Als östliche Verlängerung führt eine untergeordnete Straße weiter nach Wiedensahl und trifft dort auf die niedersächsische Landesstraße 372. Die westliche Verlängerung der Straße nach Bohmte – und damit zur Bundesstraße 51 nach Osnabrück – bildet die Landesstraße 81. Die L 770 quert mehrere Bundesstraßen: bei Espelkamp die B 239, bei Petershagen die B 61 und bei Lahde die B 482. Die Straße verfügt im nordrhein-westfälischen Abschnitt westlich der B 482 über außergewöhnlich breite Fahrspuren und einen breiten Randstreifen, in Niedersachsen und östlich der B 482 dagegen verläuft sie schmal und ohne Randstreifen.

## Bedeutung
Die L 770 ist samt ihren Verlängerungen eine wichtige regionale Straßenverbindung zwischen Osnabrück und Hannover. Sie wird auf dieser Strecke als Alternative zu den südlich von ihr parallel verlaufenden Autobahnen A 30 und A 2 genutzt. 
Auf der gesamten Strecke führt die L 770 durch keine Ortschaft. Sie fungiert somit für mehrere Orte als Umgehungsstraße.

## Geschichte
Der Bau der Strecke erfolgte Schrittweise. Bereits 1970 entstand die Weserbrücke bei Petershagen, die heute Teil der Strecke ist. In den 1980er Jahren wurde daran anschließend die Strecke in westlicher Richtung gebaut. Erst in der zweiten Hälfte der 2000er erfolgte der bereits lange geplante Ausbau in östlicher Richtung einschließlich der Verlängerung knapp hinter die Niedersächsische Grenze. Ursprünglich war einmal eine tiefer nach Niedersachsen gehende Verbindung in Richtung Hannover geplant worden.

## Kurioses
Bei Lahde verläuft die L 770 auf einer erhöhten Trasse, so dass Auffahrten gebaut werden mussten. Beim östlichen Weiterbau der Straße wurde dabei ein Haus an der Auffahrt Lahde-Ost auf engem Raum vollständig von den beteiligten Straßen eingeschlossen.
Auf der gesamten Länge der L 770 gibt es vier Brücken, die die Straße überspannen. Über diese Brücken führen lediglich lokal bedeutsame Erschließungsstraßen.
Koordinaten: 52° 23′ 13″ N, 8° 27′ 35″ O